# Guyatt Ridge
Guyatt Ridge ist ein 1070 m hoher Gebirgskamm im ostantarktischen Coatsland. In der Shackleton Range ragt er südwestlich des Wedge Ridge im südlichen Teil der Haskard Highlands auf. 
Kartiert wurde er 1957 von Teilnehmern der Commonwealth Trans-Antarctic Expedition (1955–1958) unter der Leitung des britischen Polarforschers Vivian Fuchs (1908–1999). Weitere Vermessungen nahm der British Antarctic Survey zwischen 1968 und 1971 vor. Das UK Antarctic Place-Names Committee benannte ihn 1972 nach dem britischen Geodäten Malcolm John Guyatt (* 1944), der für den Survey zwischen 1969 und 1971 auf der Halley-Station und dabei von 1969 bis 1971 in der Shackleton Range tätig war.